# Consejo Popular
Der Consejo Popular (spanisch Volksrat) ist die niedrigste wählbare Verwaltungseinheit in Kuba. Er ist in etwa vergleichbar mit einem Gemeinderat. Ihm direkt übergeordnet ist das Municipio. Er wurde 1988 als Experiment eingeführt und 1991 dann auf ganz Kuba ausgeweitet.
Gemäß Funktionsbeschreibung, geregelt in Artikel 104 der kubanischen Verfassung, dient er der Repräsentation des Volkes gegenüber dem Staat auf Gemeindeebene. Die Verwaltung besteht aus einem Präsidenten des Rates und den Delegierten.